# Île des Faisans
L'île des Faisans (en basque : Faisaien uhartea/irla ; en espagnol : Isla de los Faisanes) ou île de la Conférence (en basque : Konpantzia) est une petite île fluviale située sur la Bidassoa, près de son embouchure et de la baie de Chingoudy, sur la frontière franco-espagnole.
Ayant le statut de condominium, elle est administrée alternativement par la France et l'Espagne avec un changement d'administration tous les six mois. Il s'agit du seul exemple dans les relations internationales contemporaines d'une gestion conjointe et alternée sur un même territoire.
Son accès est interdit au public.

## Toponymie
À l'époque romaine, l'île aurait été nommée Pausu comme tout le proche quartier (Béhobie d'Urrugne et Behobia d'Irun). Elle est ensuite connue en espagnol sous le nom Isla de los Pausans et en français « île des Faussans », puis « Faisans » (en espagnol « Faisanes »), appellation usitée en 1658 au début de la conférence de la paix et dont l'origine n’est pas certaine et se rapporterait soit à la présence ancienne de volatiles, soit à des faisances (redevances de passage) mais nullement à des faceries (type de négociation inexistant sur les rives de la Bidassoa), excluant ainsi la possibilité d'une référence à des « faisants » : d'après Luis de Uranzu dans « Lo que el rìo viò », cette dénomination d'Île des Faisans apparaît pour la première fois dans le « Compendio Historial » d'Esteban de Garibay publié à Anvers en 1571, à propos d'un épisode de la bataille de San Marcial (fort surplombant Irún) en date du 30 juin 1522.
Avant les événements de 1658 et 1659 qui la firent entrer dans la postérité, l'île était également nommée Insura Haundia (la « grande île », en basque).
Le toponyme « île de la Conférence » apparaît sous la forme Isola della Pace en 1690 sur la carte de Cantelli. Joseph Nogaret signale qu'avant de se nommer « île de la Conférence », l'île était appelée « île de l'Hôpital », en raison de son appartenance au prieuré-hôpital de Saint Jacques de Subernoa, situé à gauche de l'actuel Pont Santiago entre Irun et Hendaye.

## Géographie
L'île des Faisans mesure environ 210 m de long sur 40 m dans sa plus grande largeur pour une superficie de 6 820 m2. Elle est située sur la rivière Bidassoa, entre Hendaye en France et Irun en Espagne, à 275 m en aval du pont international de Béhobie et à environ 1,8 km en amont des ponts ferroviaires de la ligne Hendaye-Irun à l'embouchure dans la baie de Chingoudy.
La frontière franco-espagnole se situant – en application du traité de Bayonne – sur la ligne médiane du cours principal de la rivière, situé au nord de l'île, le territoire du condominium constitue une enclave en Espagne.
L'île est un simple dépôt d'alluvions de peu d'étendue, que le fleuve aurait fait disparaître depuis longtemps si elle n'avait été entourée d'une palissade et d'empierrements en raison des souvenirs historiques qui s'y rattachent.

## Historique
Le secteur de l'embouchure de la Bidassoa a servi de cadre à de nombreuses rencontres diplomatiques et royales.

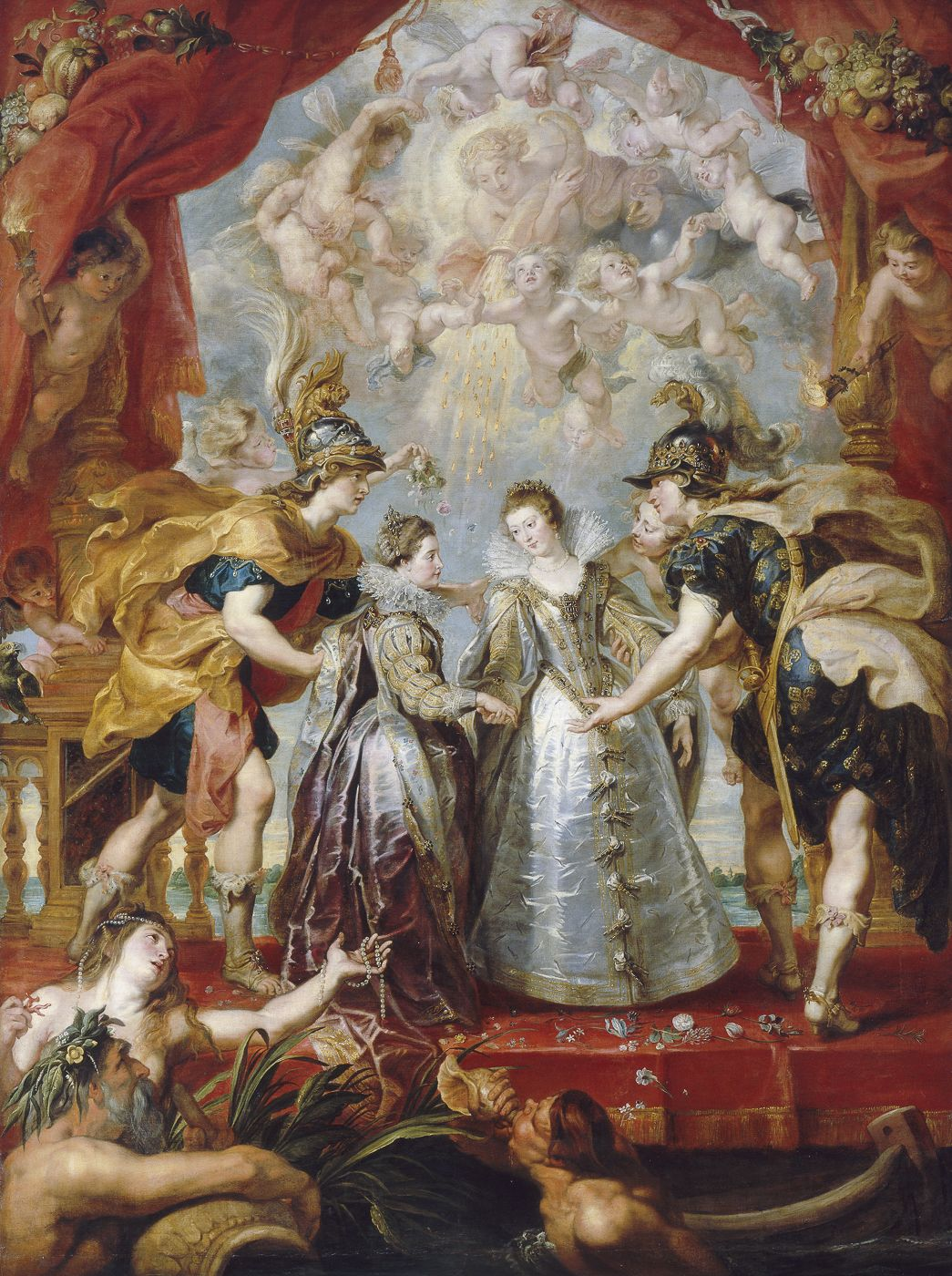
L'Échange des deux princesses de France et d'Espagne, tableau allégorique de Pierre Paul Rubens pour le Cycle de Marie de Médicis, vers.

Le 17 mars 1526, François Ier, fait prisonnier par Charles Quint à la bataille de Pavie (1525), est échangé sur la Bidassoa contre ses deux fils aînés en application de la Paix dite des Dames. Le 1er juillet 1530, l'échange de 1 200 000 écus - soit 4,2 t d'or - représentant 60 % de la rançon prévue par le traité de Cambrai contre les enfants et Éléonore, sœur de Charles Quint, future épouse du roi de France, a lieu au même endroit.
En 1615, les ambassadeurs français et espagnols font l'échange de deux fiancées royales : Élisabeth, fille d'Henri IV, roi de France, promise à Philippe IV, roi d'Espagne et la sœur de celui-ci, Anne, destinée à Louis XIII, frère d'Élisabeth et fils d'Henri IV, au milieu du petit fleuve frontalier.
En pratique, ces échanges eurent lieu au milieu de la Bidassoa au niveau du "pas de Behobie" sur un ponton, voire un pont (visible sur le célèbre tableau de Rubens) établi pour l'occasion, à quelques centaines de mètres en amont de de la pointe de l'île qui, elle, sera portée à la postérité par un événement autrement considérable, la paix des Pyrénées.

### Négociations du traité des Pyrénées

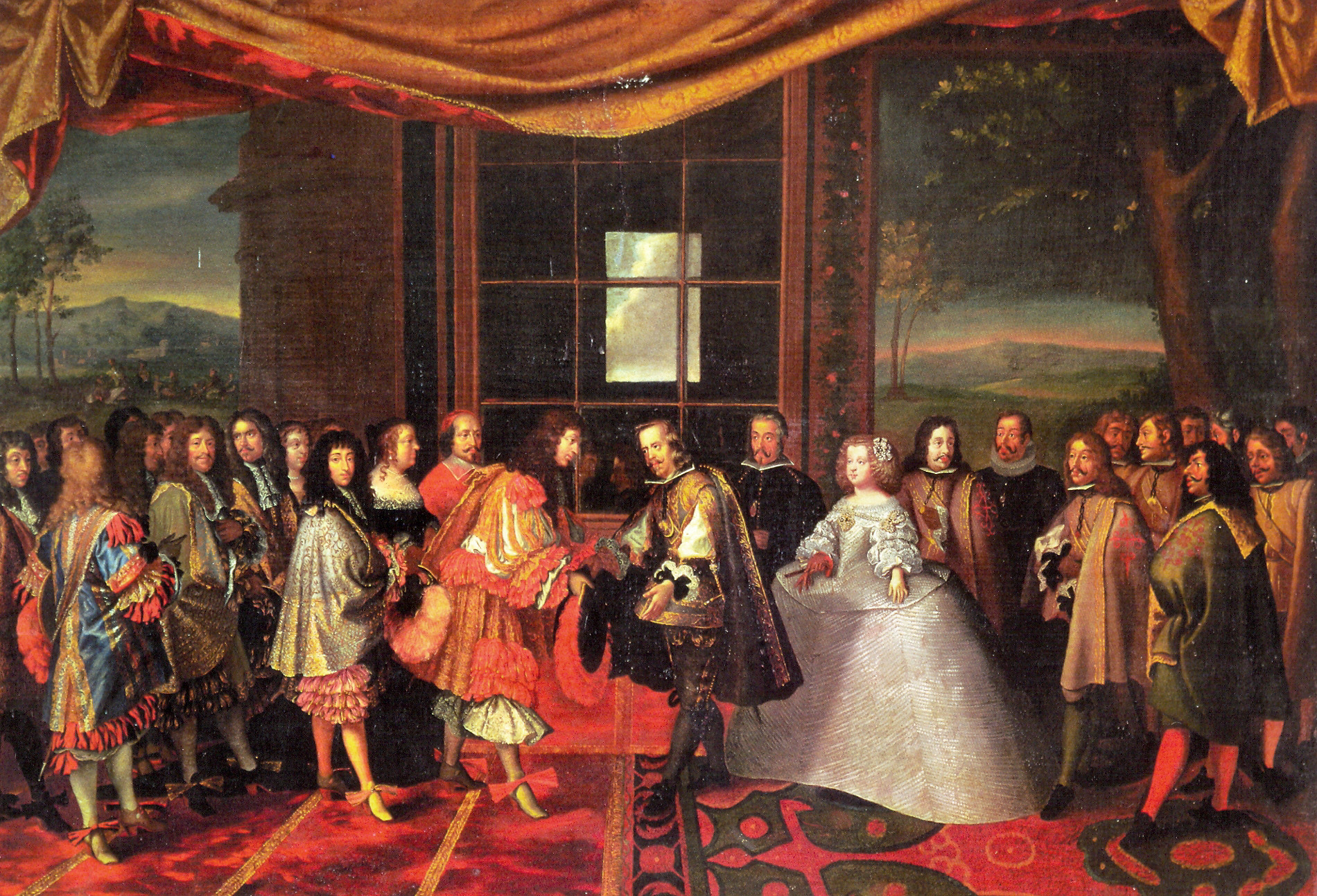
Entrevue de Louis XIV et de Philippe IV (roi d'Espagne) sur l'île des Faisans en 1660 (Entrevue des deux rois sur l'île des Faisans, tableau de Jacques Laumosnier).

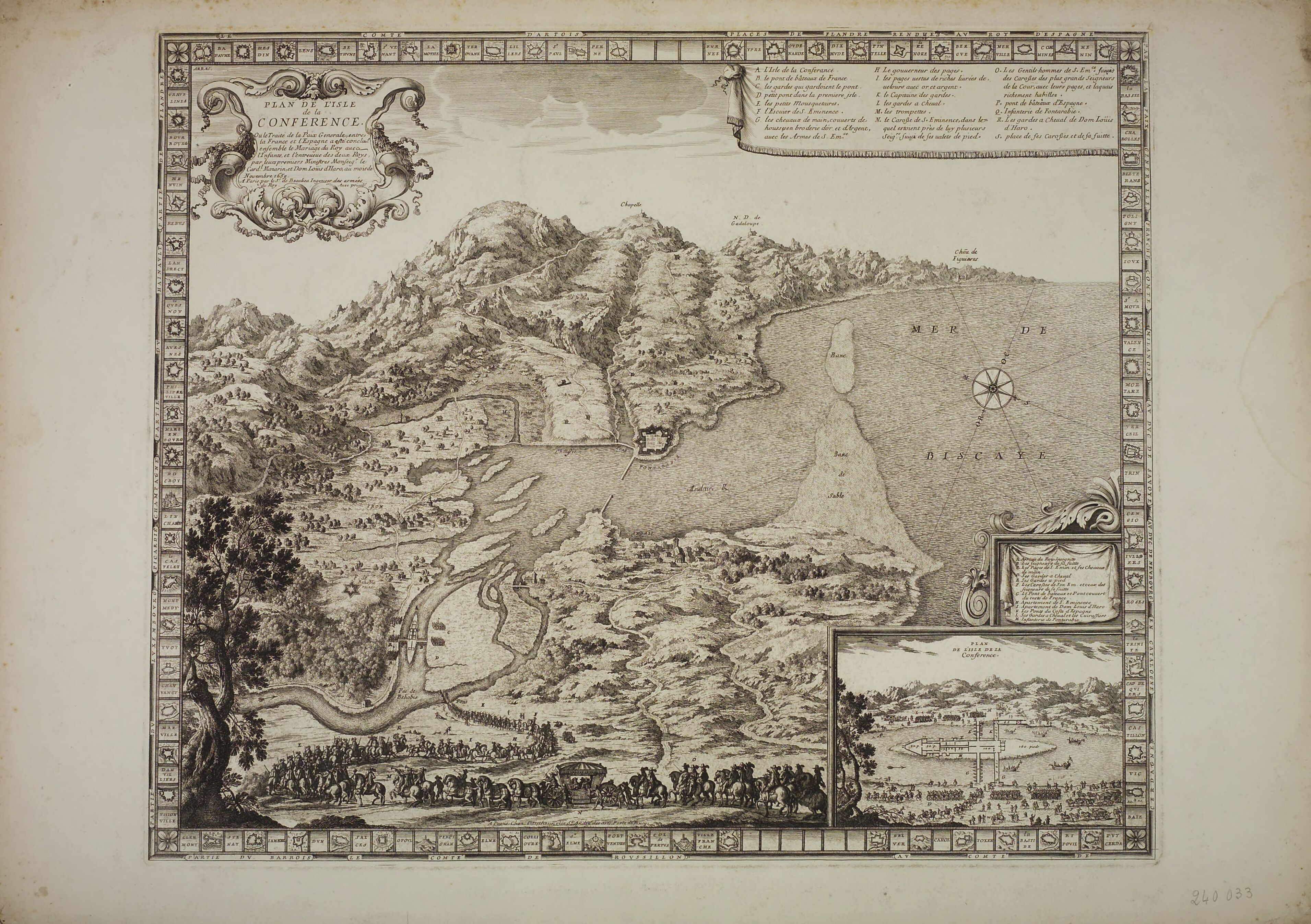
Plan de l'Isle des Faisans, à présent dite de la Conférence, et des bâtiments qui ont esté faits dans Icelle (1660).

En 1659, c'est sur ce petit espace de vase desséchée que le mariage de Louis XIV avec Marie-Thérèse d'Autriche, fille du roi d'Espagne Philippe IV et d'Élisabeth de France, est âprement négocié, en même temps que le traité de paix dit des Pyrénées — d'où l'autre nom donné à l'île : « île de la Conférence ».
Les pourparlers entre le cardinal Mazarin et don Luis de Haro durent trois mois (24 rencontres du 13 août au 7 novembre 1659, date du mariage).
Les 5 et 6 juin 1660, Louis XIV et Philippe IV s'y rencontrent en personne pour la confirmation du traité et la conclusion du mariage, dont la célébration a lieu à Saint-Jean-de-Luz le 9 juin.

### Traités de Bonne Correspondance
Aux XVIe et XVIIe siècles, l'île est également le lieu de rencontre des délégués du biltzar du Labourd, et ceux de Bayonne d'une part, et des représentants du Guipuscoa et de la Biscaye, pour la signature des divers traités de Bonne Correspondance.

### Nouvel échange de princesses (1722)
Le 9 janvier 1722, a lieu un nouvel échange entre deux princesses : Marie-Anne-Victoire, infante d'Espagne, trois ans, promise à Louis XV, roi de France, onze ans ; et Louise-Élisabeth d'Orléans, douze ans, fille du Régent, promise au prince des Asturies, le futur roi d'Espagne Louis Ier, quatorze ans.

### Remise d'une princesse (1723)
Le 26 janvier 1723, Philippine-Élisabeth d'Orléans, dite « mademoiselle de Beaujolais », huit ans, fille du Régent fiancée à l'infant Charles, sept ans, est conduite dans l'île par le duc de Duras, qui la remet au duc d'Osuna.

### Remise de la dauphine (1745)
Le 13 janvier 1745, l'infante  Marie-Thérèse d'Espagne, dix-huit ans, mariée par procuration à Madrid le 18 décembre 1744 au dauphin Louis-Ferdinand de France à qui elle avait été promise dès août 1739, y est "remise" à son nouveau pays (le mariage fut ensuite célébré au château de Versailles, le 23 février 1745) dans un pavillon de cérémonie éphémère, construit pour l'occasion.

### Depuis le traité de Bayonne (après1856)
L'île des Faisans a été le lieu de signature de compléments au traité du 2 décembre 1856, notamment  le  Règlement pour la pêche dans la Bidassoa" le 1er juin 1858 ; y a été également signé le certificat constatant l'enlèvement de la nasse de Fontarabie le 30 mars 1859 (application de l'article 23 du traité du 2 décembre 1856).
C'est un lieu éminent de rencontres binationales. Ainsi, y a été signée le 6 février 2008, une convention sur le rejet des eaux usées entre l'agglomération Sud Pays basque (Hendaye, Biriatou, Urrugne, Béhobie, etc.) et la Mancomunidad de Txingudi (Irun, Fontarrabie).

## Statut de condominium

### Un îlot «appartenant aux deux rois»
Jusqu'en 1659, l'île est revendiquée comme sa possession par la ville de Fontarrabie. Dans son Histoire de la Paix conclue sur la frontière de la France et d'Espagne entre les deux Couronnes parue en 1665 à « Cologne » (en fait Amsterdam, également citée par Jean Sermet), Gualdo Priorato, comte de Comazzo, indique à son propos qu'« il y avait près de vingt ans qu'elle était jointe au continent d'Espagne, et qu'ainsi elle semblait être de ce royaume, et comme divisée de la France par la rivière ».
Mais lorsqu'en 1659, pour la négociation du traité des Pyrénées, il a fallu, le protocole rendant complexe pour chaque partie de négocier dans l'autre pays, se mettre en quête d'un lieu sur lequel la France et l'Espagne puissent justifier de droits égaux, l'île des Faisans parut réunir les conditions exigées.
Sa séparation alors récente de la rive espagnole donna lieu à quelques contestations touchant les droits de la France mais son peu d'importance, aussi bien que la difficulté de trouver un autre site, fait que l'île, « petite langue de terre étroite et fangeuse au milieu de la Bidassoa », est choisie pour le siège de la conférence et déclarée commune aux deux royaumes.
Comme le précise le comte de Comazzo, « il a été accordé que la conférence se ferait dans une île qui est à deux lieues d'ici, au milieu de la rivière qui sépare les deux royaumes. Don Louis donnera une déclaration par laquelle il reconnaîtra que l'île appartient également aux deux rois, cela pour ôter le doute (…). Ensuite on y bâtira une loge, et par le moyen de deux ponts, chaque ministre venant par le sien, il sera vrai de dire que Monsieur le Cardinal traitera sur les terres de France, et Dom Louis sur celles d'Espagne ».
En effet, l'organisation de la salle des Conférences, construite au milieu de l'île par des ouvriers choisis dans les deux nations, composée de « deux longues galeries aboutissant, (..) à un vaste salon commun où des lapis, superbes du côté des Français, et plus superbes encore du côté des Espagnols, marquaient par leur ligne de jonction la limite des territoires » permettait de considérer que c'est au travers d'une frontière, par dessus deux tables disposées « aussi près que possible l'une de l'autre (..) que les deux premiers ministres pouvaient conférer, écrire et même parler bas sans sortir des terres de leurs maitres ».
Ainsi, la déclaration du premier ministre espagnol pouvait être comprise comme affirmant que l'île était partagée en son milieu entre les deux royaumes et, dans son « Journal du Voyage d'Espagne fait en l'année mil six cens cinquante neuf à l'occasion du traité de la Paix », l'abbé François Bertaut de Fréauville pouvait à juste titre affirmer en 1669 que cette île était toujours « prétendue par les deux Couronnes ».

### Un condominium affirmé par le traité de Bayonne (1856)
Il faut attendre la signature, le 2 décembre 1856, du premier traité de Bayonne  (il sera suivi de deux accords en 1862 et en 1866 relatifs au reste de la frontière franco-espagnole) destiné à déterminer « depuis l'embouchure de la Bidassoa jusqu'au point où confinent le département des Basses-Pyrénées, l'Aragon et la Navarre » la frontière, fixée par le traité des Pyrénées d'une manière théorique sur la ligne de partage des eaux et ses articles 9 et 27, pour que soit soit clairement affirmée l'autorité indivise de la France et de l'Espagne sur l'îlot et son statut de condominium.

« Depuis Chapitelacoarria jusqu'à l'embouchure de la Bidassoa, dans la rade du Figuier, le milieu du cours principal des eaux de cette rivière, à basse mer, formera la ligne de séparation des deux Souverainetés, sans rien changer à la nationalité actuelle des îles, celle des Faisans continuant à appartenir aux deux Nations. »

— Article 9 du traité de Bayonne

« L'île des Faisans, connue aussi sous le nom d'île de la Conférence, à laquelle se rattachent tant de souvenirs historiques communs aux deux Nations, appartiendra, par indivis, à la France et à l'Espagne. »

— Article 27 du traité de Bayonne
Au-delà de la délimitation proprement dite, le traité et ses différents actes additionnels incorporaient, à la demande des populations concernées, des dispositions issues d'anciens usages pour apporter une solution négociée aux nombreux litiges transfrontaliers accumulés au cours des siècles, formant ainsi « comme un code frontalier des Pyrénées ». Néanmoins, à l'extrémité occidentale de la frontière, une série d'incidents maritimes opposa les deux rives ; en 1872, puis en 1874 à nouveau, des bâtiments français de commerce se firent arraisonner par les douanes espagnoles dans des circonstances passablement embrouillées, avec bagarres de marins et exactions à la clé : le traité de Bayonne était muet sur le partage des eaux de la baie du Figuier qui forme l'embouchure du fleuve-frontière. Pour prévenir le retour de tels litiges, les deux États convinrent de s'appuyer sur un organe ad hoc  la commission internationale des Pyrénées (CIP) chargée d'en instruire le règlement, y compris, le cas échéant, en préparant des propositions d'accords internationaux.
C'est par un échange de lettres entre l'ambassadeur de France à Madrid, le comte de Chaudordy, et le ministre de Castro (30 mai - 19 juillet 1875) que fut créée la commission internationale des Pyrénées (CIP), pour « régler les questions actuellement pendantes en tant qu'elles dérivent de l'organisation du service douanier ou de l'interprétation des conventions de limites conclues entre les deux pays ».
Chacun des deux pays désigna une délégation de quatre membres, représentant les départements ministériels concernés, comportant autour d'un ministre plénipotentiaire, président, des responsables locaux de l'intérieur, des douanes et de la Marine.
Le premier problème qu'elle traita fut celui de la navigation dans la baie du Figuier, à l'embouchure de la Bidassoa : la convention internationale, signée le 30 mars 1879, à Bayonne par les co-présidents de la commission, mandatés à cet effet, distingue trois zones : les eaux territoriales françaises, les eaux territoriales espagnoles et des eaux "communes", le tout étant délimité par des alignements d’amers et de balises. Pour le contrôle de la navigation, une solution originale fut trouvée : chaque pays était chargé de surveiller ses nationaux, en imposant aux embarcations une immatriculation ; à l'égard des tiers dans la zone commune, la commission, investie du pouvoir de règlementation par l'article 11 de la convention répartit les compétences en fonction de la destination des navires.
Au fil des ans, elle se verra chargée de tous  les problèmes frontaliers, y compris terrestres.
Les délégués des deux marines nationales à cette commission, les commandants des « stationnaires », c'est-à-dire les bâtiments de guerre ancrés à l'embouchure de la Bidassoa, chargés de surveiller la zone maritime, en liaison permanente entre eux depuis qu'en 1873, la Marine nationale avait établi à Hendaye même, une station navale, en face de celle de la Marine espagnole en place à Fontarrabie, se verront confier des missions exceptionnelles, aussi bien pour la surveillance de la navigation dans les zones communes, en vue de lutter contre la contrebande, que, après la conclusion le 18 février 1886 de la Convention pour l'exercice de la pêche dans la Bidassoa pour la surveillance de la pêche, qui en feront des « autorités supérieures » sur la zone.

### Un régime de gestion complété très tardivement
En tant que condominium, l'Île des Faisans est un territoire à part, qui ne fait pas partie du territoire national de l'Espagne ou de la France, et n'entre dans le ressort administratif d'aucune commune, département, province, communauté autonome ou région (c'est pourquoi elle ne figure pas sur le cadastre) et son administration doit être directement organisée par les co-souverains, ensemble.
À cet égard, l'article 27 du traité de Bayonne prévoit que « les autorités respectives de la frontière s'entendront pour la répression de tout délit qui serait commis » sur l'île. Mais, du fait de la taille minuscule du condominium, l'enjeu est insignifiant et, durant plusieurs décennies, les deux pays se sont contentés de l'affirmation de leur souveraineté commune sur l'ilôt, plus préoccupés, en application du traité, qui leur demande de prendre « d'un commun accord, toutes les mesures qui leur paraîtront convenables pour préserver cette île de la destruction qui la menace, et pour l'exécution, à frais communs, des travaux qu'ils jugeront utiles à sa conservation ou à son embellissement », d'en éviter la disparition que d'y dire le droit.
C'est ainsi qu'en 1861 ils y élèvent un monument commémoratif de la conférence de 1659. Des travaux de confortation indispensables furent engagés en 1951 et à nouveau en 1975.
Cependant, les deux présidents des délégations à  la commission internationale des Pyrénées avaient attiré  l'attention de leurs gouvernements sur le caractère insatisfaisant de la situation ; en retour et « pour mettre fin à l'état d'incertitude touchant les droits de police et de justice des deux États sur cette île », ils se virent confier la mission d'établir une convention relative à la réglementation de la juridiction dans l'île des Faisans, qui est signée à Bayonne le 27 mars 1901.
Les instruments de ratification de cet acte sont échangés à Biarritz le 12 août 1902, après que le délai de ratification, initialement fixé au 31 décembre 1901 ait été reporté par deux fois, ; une loi était en effet nécessaire pour approuver cette convention et autoriser sa ratification.
Ce fut l'objet d'un projet de loi présenté à la Chambre des députés au nom du président de la République, Émile Loubet, par le ministre des Affaires étrangères, Théophile Delcassé le 17 mai 1901, adopté, après déclaration d'urgence, le 18 mars 1902, puis transmis au Sénat le 26 mars 1902 pour y être adopté le 27 juin 1902, la loi étant promulguée le même jour par le président de la République.
La loi « portant approbation de la convention signée le 27 mars 1901 entre la France et l'Espagne pour régler l'exercice de la juridiction dans l'île de la Conférence » est publiée au Journal officiel le 11 juillet 1902. Elle comporte deux articles ; le premier autorise le président de la République à ratifier la convention, mais également, « s'il y a lieu, à la faire exécuter ». Le second précise les circonscriptions judiciaires auxquelles est rattachée l'île de la Conférence, lorsque les autorités judiciaires françaises y sont, en vertu de la convention, compétentes.
Le décret qui publie la convention est signé le 29 août 1902 à Paris et publié le 6 septembre au Journal officiel, ce qui lui confère pleine et entière exécution.
| Article | Version en français | Version en espagnol |
| ------- | --- | --- |
| 1er     | Le droit de police dans l'île des Faisans sera exercé par la France et par l'Espagne tour à tour, pendant six mois, dans l'ordre que déterminera le sort. | El derecho de vigilancia en la isla de los Faisanes corresponderá por turno a España y Francia, durante seis meses, en el orden que determine la suerte. |
| 2       | Les Français et les Espagnols, pour les infractions commises par eux dans l'île des Faisans, sont justiciables de leurs tribunaux nationaux respectifs. | Los españoles y franceses son justiciables de sus Tribunales nacionales respectivos por las infracciones que cometan en la isla de los Faisanes. |
| 3       | Les délinquants d'une autre nationalité sont justiciables des tribunaux du pays qui avait le droit de police dans l'île de la Conférence, lors de l'infraction. Toutefois, s'ils sont impliqués dans une affaire conjointement avec des Français ou des Espagnols, ils seront justiciables des mêmes tribunaux que ceux-ci. | Los delincuentes de otra nacionalidad son justiciables de los Tribunales del país que ejerza el derecho de vigilancia en la isla de los Faisanes cuando la infracción se cometa. Sin embargo, si se hallan juntamente complicados en una misma causa en unión de españoles o de franceses, serán justiciables de los-mismos Tribunales que éstos. |
| 4       | Les autorités de chacun des deux pays se remettront respectivement, sans formalité, avec les procès-verbaux qui auraient été dressés, les délinquants qui seraient en leur pouvoir et qui seraient, par application des articles 2 et 3, justiciables des tribunaux de l'autre pays.                                        | Las Autoridades de cada uno de los países se entregarán respectivamente, sin más formalidades, con las diligencias instruidas, los delincuentes que se hallen en su poder y que, según los artículos II y III, sean justiciables de los Tribunales del otro país.                                                                                 |
| 5       | Chacun des gouvernements intéressés prendra, en ce qui le concerne, les mesures nécessaires en vue de déterminer les autorités judiciaires respectivement compétentes pour la poursuite et le jugement des infractions qui sont l'objet de la présente convention.                                                          | Cada uno de los Gobiernos interesados adoptará, en lo que le concierne, las medidas necesarias a fin de determinar cuáles sean las Autoridades judiciales respectivamente competentes para perseguir y juzgar las infracciones que son objeto del presente Convenio.                                                                              |
| 6       | La présente convention sera ratifiée et les ratifications en seront échangées à Bayonne, le 31 décembre prochain, ou plus tôt, si faire se peut. | El presente Convenio se ratificará, y las ratificaciones serán canjeadas en Bayona el 31 de diciembre próximo o antes si es posible. |

Les principes de cette convention reprennent ceux déjà proposés par la Commission pour la navigation ou la pêche dans les eaux communes, qu'il s'agisse de la compétence des tribunaux dépendant de la nationalité des contrevenants ou de l'alternat des administrations.
Ainsi, en application de son article 1, depuis l'entrée en vigueur de la convention, l'exercice de la police sur l'île est alterné tous les six mois : du 1er août au 31 janvier pour la France, que le sort a désignée pour la première période, légèrement raccourcie pour terminer en fin de mois, et du 1er février au 31 juillet pour l'Espagne.
Depuis cette convention de 1901 et le règlement du conflit frontalier, aucun événement majeur ne s'est produit sur l'île des Faisans, hormis une tentative de franchissement illégal de la frontière franco-espagnole en 1974 par un groupe terroriste de l'ETA, qui provoqua l'intervention de la garde civile espagnole entraînant la mort de deux personnes (un agent espagnol et un terroriste).
L'entretien de l'île est assuré à tour de rôle par les villes d'Hendaye (pour la France) et d'Irún (pour l'Espagne),.

### Administration et titre de vice-roi
Contrairement à d'autres territoires inhabités, mais faisant partie de la République, l'île de la Conférence ne dispose pas, au-delà des dispositions du traité et de la convention de 1901 d'un statut définissant un socle de dispositions législatives et réglementaires applicables, notamment en matière  d'organisation, fonctionnement et attributions des pouvoirs publics.
Si la loi du 27 juin 1902 approuvant la convention de 1901 confirme les pouvoirs du président de la République pour la « faire exécuter », ce qui lui permet de désigner les autorités chargées de la police, cette désignation n'avait jamais fait l'acte d'une publication nationale avant, en 1965, celle de la convention du 14 juillet 1959 relative à la pêche en Bidassoa et baie du Figuier. En effet l'article 16 de celle-ci, qui a remplacé la Convention de 1886 modifiée, formulant des dispositions relatives aux « Sables, amendements marins et herbes marines » précise que « Ces dispositions s'étendent en particulier à tout le périmètre de l'île des Faisans ou de la conférence, située au centre de la rivière, dans les eaux internationales » en rappelant que « Les commandants des stations navales, chargés de la garde et de la surveillance de l'île pendant les périodes de six mois où ces droits reviennent à chaque nation, en accord avec les traités en vigueur, seront chargés de constater les infractions pendant les périodes où l'île est sous leur juridiction. »
À vrai dire, l'inclusion de ces précisions sur le régime de garde et de surveillance de l'île dans cette convention apparaît quelque peu forcée car il est faux de la situer dans les eaux « internationales » : elle forme en fait une enclave dans la partie espagnole du lit de la Bidassoa. Il est très probable que cette mention ait été destinée à régulariser en droit une pratique consensuelle  développée sous l'égide de la commission des Pyrénées étendant à la gestion de l'îlot, la mission spéciale confiée aux commandants des deux stations navales sur la Bidossoa et la baie du Figuier, en application du traité de Bayonne.
Le 1er février 2012, la passation de pouvoirs entre les représentants français et espagnol s'est déroulée pour la première fois sur l'île  des Faisans elle-même, alors qu'auparavant un simple courrier formalisait le relais entre les deux pays. Jusqu'alors la cérémonie ne pouvait être organisée compte tenu des contraintes de sécurité à mettre en place en raison des menaces terroristes des nationalistes basques. L'annonce par l'ETA de la fin de ses attentats en octobre 2011 a écarté cette éventualité
Pour autant, à part celles relatives à la récolte des herbes marines prévues par l'article 16 de la convention modifiée de 1959, la nature des infractions susceptibles de faire l'objet d'un procès-verbal sur l'île et d'être sanctionnées n'est pas définie explicitement ; en théorie, les tribunaux devant lesquels seraient déférés les délinquants auraient un large pouvoir d'appréciation.

#### La poétique légende du vice-roi
Les affrontements entre pêcheurs d'Hendaye et de Fontarabie en 1872, sont à l'origine de la présence de la Marine nationale aux abords de la zone frontaliére et de la création de la station navale française de la Bidassoa à Hendaye, symétrique de la station navale espagnole à Fontarrabie.
À partir de 1879, les commandants des deux stations, délégués de leur Marine à la Commission internationale des Pyrénées, se virent confier, ensemble ou individuellement, par les diverses conventions dérivées du traité de Bayonne, des prérogatives de « police » sur la Bidossoa et la baie du Figuier, y compris - au moins depuis 1965 - sur l'île des Faisans, leur permettant en particulier de réglementer par des ordonnances hors du cadre d'administration classique s'appliquant sur les territoires des deux États.
Ils assument également à tour de rôle, le commandant espagnol, les années paires, et le commandant français, les années impaires, la présidence de la Commission technique mixte de la Bidassoa instituée officiellement en 1979 et à ce titre sont seuls compétents pour transmettre, avec leurs observations, les propositions et  recommandations formulées par cette commission consultative aux autorités compétentes de chaque État.
En pratique, après que, le 1er septembre 1949, la station navale française a été fermée les compétences assurées par son commandant ont, au gré des réorganisations, été transférées à divers responsables de la Marine nationale, notamment  le commandant de la station navale de l'Adour à Bayonne, avant d'échoir, à partir du 31 janvier 2017 au délégué à la Mer et au Littoral (DML) des Pyrénées-Atlantiques et des Landes. Les unités locales de l'action de l'État en mer, dont le DML  assure la coordination, sont toujours stationnées dans la base de l'Adour dont s'est retirée la Marine nationale. Ce fonctionnaire est en principe un administrateur des affaires maritimes (corps d'officiers de carrière de la Marine nationale ayant vocation à assurer la direction des services de l'administration territoriale de l'Etat chargés de la mer et du littoral), à ce titre directeur adjoint de la direction départementale des Territoires et de la Mer (DDTM) des Pyrénées-Atlantiques. Il cumule donc l'administration des usages de la Bidassoa et la gouvernance de l'Île des Faisans, et les missions territoriales civiles au sein d'un service placé sous l'autorité du préfet de département.
C'est cette situation exceptionnelle de désignation directe et hors de toute chaîne hiérarchique, formellement par leurs seuls « souverains » (roi d'Espagne et président de la république, ensemble) qui semble avoir encouragé depuis plusieurs décennies la diffusion en France de l'idée que « d'anciens traités franco-espagnols (confèrent) à tout commandant de la station navale française de la Bidassoa pendant six mois (le titre de) vice-roi de l'île des Faisans ou île de la Conférence ».
De nombreux internautes et journalistes,,,,,, trouvent plaisant de rapporter, notamment à l'occasion de la passation de pouvoirs, parfois assimilée à un changement de nationalité de l'île, cette anecdote d'un simple officier de Marine, ou, depuis 2018, fonctionnaire, « vice-roi de la République », citant souvent Pierre Loti (qui pourrait être à l'origine de cette licence poétique) comme ayant été un de ces vice-rois.
Il est vrai qu'en 2017 l'avis de vacance du poste de DML indiquait que celui-ci « assure les fonctions de vice-roi de l'Île des Faisans (sur la Bidassoa) ». Mais, lors de la vacance suivante, en 2022, cette mention a été remplacée par la formule correcte, et plus sobre, des « compétences de commandement de la station navale française de la Bidassoa (consistant), dans un contexte formellement militaire, à l'exercice de fonctions régaliennes partagées avec le commandement de la marine de guerre espagnole dans l'aire de gouvernance (...) de l'Île-des-Faisans ».

## Statut patrimonial
L'île fait l'objet d'un classement au titre des sites historiques par arrêté interministériel du 17 novembre 1958.

« Est classée comme site historique l'Île des Faisans (ou Île de la Conférence), située à l'embouchure de la Bidassoa. »

— Article 1er de l'arrêté du 17 novembre 1958

## Dans les arts

### Peinture
- L'Échange des deux princesses de France et d'Espagne, de Pierre Paul Rubens, vers 1622-1625.
- Entrevue des deux rois sur l'île des Faisans, de Jacques Laumosnier, fin du XVIIe siècle ou début du XVIIIe.

### Littérature
- Jean de La Fontaine fait une allusion malicieuse à la rencontre de 1660 dans sa fable Les Deux Chèvres :

Je m'imagine voir, avec Louis le Grand,

Philippe Quatre qui s'avance

dans l'île de la Conférence.
- Honoré de Balzac évoque l'île ainsi dans son roman Modeste Mignon :

« La dernière lettre écrite par Modeste, et que voici, permet d’apercevoir l'île des Faisans où les méandres de cette correspondance conduisaient ces deux amants. »

- Chantal Thomas, dans son roman historique L'Échange des princesses (2013), fait une large part à l'île et aux événements liés à l'échange en 1722 entre l'infante Marie-Anne-Victoire d'Espagne — destinée à épouser Louis XV — et Louise-Élisabeth d'Orléans — qui devait pour sa part épouser le prince des Asturies. Seul le second de ces mariages aura finalement lieu.

### Cinéma
En 2017, le roman de Chantal Thomas est porté à l'écran par Marc Dugain, toujours sous le titre L'Échange des princesses.